# بيتر بريدغ
بيتر بريدغ (بالإنجليزية: Pete Bridge)‏ هو مجدف بريطاني، ولد في 3 يونيو 1972 في Pembury ‏ في المملكة المتحدة.

## وصلات خارجية
- بيتر بريدغ على موقع الاتحاد الدولي للتجديف (الإنجليزية)
- بيتر بريدغ على موقع أوليمبيديا (الإنجليزية)